# 2007-es női labdarúgó-világbajnokság

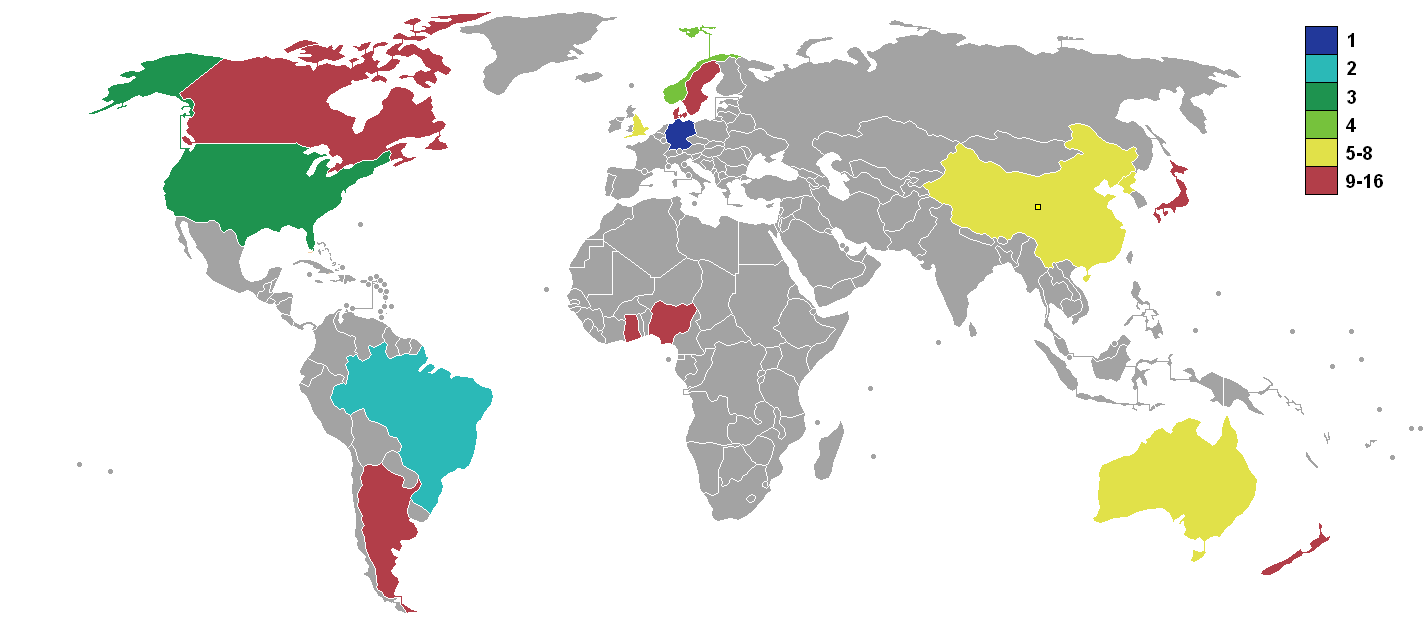
Részt vevő országok

A 2007-es női labdarúgó-világbajnokságot Kínában rendezték 2007. szeptember 10–30. között. Eredetileg Kína lett volna a házigazdája a 2003-as FIFA Női Világbajnokságnak, de az országban lévő súlyos akut légúti szindróma miatt az esemény az Amerikai Egyesült Államokba költözött. A FIFA azonnal odaítélte a 2007-es eseményt Kínának, amely az jelentette, hogy nem választanak új rendező országot a 2011-es női labdarúgó-világbajnokság házigazdájának szavazásáig.
A torna egy rekord mérkőzéssel nyitott Sanghajban, Németország 11–0-ra verte el Argentínát, amelyet a legnagyobb győzelemként és a legtöbb gólos mérkőzésként regisztráltak a Női Világbajnokságok történetében, egészen a 2019-es világbajnokságig, ahol az Egyesült Államok 13-0 arányban bizonyult jobbnak Thaiföldnél.

## Selejtezők
A döntőben 16 nemzet csapatai vettek részt. Házigazdaként Kína automatikusan kvalifikált, míg az őt követő 15 helyet a következők szerint osztották fel, figyelemmel arra, hogy minden egyes FIFA szövetségből legyen legalább egy résztvevő: öt Európából, 2.5 Ázsiából (plusz a házigazda Kína), kettő Afrikából, kettő Dél-Amerikából, 2.5 Észak-Amerikából, Közép-Amerikából és a Karibi-térségből, és egy Óceániából. A fél helyek a 16. résztvevőt jelzik, melyet rájátszásban döntöttek el az ázsiai (Japán és a CONCACAF harmadik helyezett (Mexikó) között, ami a japán csapat győzelmét hozta.

## Csapatok
| Afrika (CAF) - Nigéria - Ghána Ázsia (AFC) - Kína (házigazda nemzet – automatikusan résztvevő) - Ausztrália - Észak-Korea - Japán (legyőzve Mexikót az AFC–CONCACAF rájátszásban) Észak-Amerika, Közép-Amerika & Karib-térség (CONCACAF) - Kanada - Egyesült Államok | Európa (UEFA) - Norvégia - Svédország - Németország - Dánia - Anglia Óceánia (OFC) - Új-Zéland Dél-Amerika (CONMEBOL) - Argentína - Brazília |

## Helyszínek
A helyszínek, melyeket kiválasztottak a rendezvényre a következőek:
| Város    | Helyszín                          | Befogadóképesség         |
| -------- | --------------------------------- | ------------------------ |
| Tiencsin | Tiencsini Olimpiai Stadion        | 60,000                   |
| Vuhan    | Wuhan Sports Center Stadium       | 55,000                   |
| Hangcsou | Zhejiang Dragon Stadium           | 52,000                   |
| Csengtu  | Chengdu Sports Center             | 40,000                   |
| Sanghaj  | Shanghai Hongkou Football Stadium | 34,000 (emelkedés alatt) |

## Keretek
Az összes játékos listájához, amely részt vett a torna döntőjében, lásd a 2007-es női labdarúgó-világbajnokság keretek-et.

## Játékvezetés
1991-ben a FIFA JB 10 férfit és egy nőt Cláudia Vasconcelos alkalmazott játékvezetőként. 1995-ben jelentősen megváltozott a női játékvezetők (5 férfi és 7 női) foglalkoztatása. 1999-ben a férfi bírók már elmaradtak a tornáról. 2003-ban a 32 mérkőzést 14 női bíró és 23 női asszisztens koordinálta. 2007-ben a 32 mérkőzést 14 női bíró és 22 női asszisztens irányította.
A világbajnokságra kijelölt játékvezetők és asszisztensek Szakmai munkájukat 2005-től a különböző versenyeken kiemelt figyelemmel ellenőrizték. Csak a legjobbak kerülhettek a végleges listára. 2007. januárban a Kanári-szigeteken volt a felkészítés, majd májusban a FIFA székhelyén Zürichben volt az utolsó megméretés (cooper-teszt és az elméleti vizsga. A FIFA öt szövetsége (OFC nem kapott feladatot) képviselte magát: 13 fővel (5 játékvezető [Jv] és 8 partbíró [PB]) az UEFA, 11 fővel (4 Jv és 7 PB) az AFC, 7 fővel (3 Jv és 4 PB) a CONCACAF, 3 fővel (2 Jv és 1 PB) CONMEBOL, 2 fővel (2 PB) az CAF zónából. 2007-ben minden játékvezető végzett 4. bírói szolgálatot. A bírók közül Estela Alvarez de Olivera nem kapott mérkőzésvezetési küldést, 6 alkalommal lehetett 4. bíró (tartalék). A döntőt találkozót vezető Tammy Ogston mellett Gaál Gyöngyi kapott 4 találkozóra küldést. A játékvezetők közül 3-an 3-3, 7-en 2-2, egy bíró egy találkozót vezethetett. Az Egyesült Államok egyetlen országként két játékvezetőt adhatott. Négy nemzet (Kína, Ausztrália, Mexikó, Franciaország) 2-2 asszisztenst delegálhatott. Az önállóan meghívott partbírók még nem kapcsolódtak szorosan közvetlenül hazájuk vagy a kijelölt nemzetközi játékvezetőhöz. Az asszisztensek közül Maria Luisa Villa Gutierrez 5 esetben, 7-en 4-4 mérkőzésen, 5-en 3-3 alkalommal, 7-en 2-2 találkozón, 2-en 1-1 partbírói küldést kaptak. A játékvezetők központi szállása Sanghajban volt, innen indultak a mérkőzésre és ide érkeztek vissza. Az alaptáborban folyamatosan részt vettek a speciális képzési programokban (edzések, elméleti kérdések értékelése és iránymutatás). A FIFA JB helyszíni csoportjának vezetője Sonia Denoncourt volt.

## Játékvezetők
| Afrikai partbírók - Tempa Ndah - Souad Oulhaj Ázsia - Pannipan Kamnüng - Niu Huj-csün - Tammy Ogston - Óiva Majumi Partbírók - Josizava Hiszae - Fu Hongjue - Liu Hongjuan - Sarah Ho - Airlie Keen - Kim Kyoung Min - Hsiu Mei Liu Észak-Amerika - Kari Seitz - Jennifer Bennett Közép-Amerika - Dianne Ferreira-James Partbírók - Cynette Jeffery - Cindy Mohammed - Rita Muñoz - Maria Isabel Tovar | Dél-Amerika - Estela Alvarez de Olivera - Adriana Correa Partbíró - Rosa Canales Európa - Christine Baitinger - Dagmar Damková - Gaál Gyöngyi - Jenny Palmqvist - Nicole Petignat Partbírók - Susanne Borg - Cristina Cini - Corinne Lagrange - Karine Vives Solana - Miriam Draeger - Irina Mirt - Hege Steinlund - Maria Luisa Villa Gutierrez |

## Pénzügyi jutalmak
Az első alkalommal a FIFA Női Világbajnokságok történetében minden csapat kap pénzjutalmat, összhangban a fordulóval, ameddig eljutottak (mind USD-ben):
- Bajnok: 1 000 000
- 2. helyezett: 800,000
- 3. helyezett: 650,000
- 4. helyezett: 550,000
- Negyeddöntős: 300,000
- 1. fordulóban kieső: 200,000

## Csoportok

### A csoport
| Csapat      | M | Gy | D | V | Rg | Kg | Gk  | P |
| ----------- | - | -- | - | - | -- | -- | --- | - |
| Németország | 3 | 2  | 1 | 0 | 13 | 0  | +13 | 7 |
| Anglia      | 3 | 1  | 2 | 0 | 8  | 3  | +5  | 5 |
| Japán       | 3 | 1  | 1 | 1 | 3  | 4  | −1  | 4 |
| Argentína   | 3 | 0  | 0 | 3 | 1  | 18 | −17 | 0 |

Minden időpont helyi idő szerinti (UTC+8)
| 2007. szeptember 10. 20:00 |

| Németország                                                                              | 11–0              | Argentína |
| ---------------------------------------------------------------------------------------- | ----------------- | --------- |
| Behringer 12' 24' Garefrekes 17' Prinz 29' 45+1' 59' Lingor 51' 90+1' Smisek 57' 70' 79' | (5–0) Jegyzőkönyv |           |

| Shanghai Hongkou Football Stadium, Sanghaj Nézőszám: 28 098 Játékvezető: Tammy Ogston |

| 2007. szeptember 11. 20:00 |

| Anglia           | 2–2               | Japán            |
| ---------------- | ----------------- | ---------------- |
| K. Smith 81' 83' | (0–0) Jegyzőkönyv | Mijama 55' 90+5' |

| Shanghai Hongkou Football Stadium, Sanghaj Nézőszám: 27 146 Játékvezető: Kari Seitz |

| 2007. szeptember 14. 17:00 |

| Argentína | 0–1               | Japán           |
| --------- | ----------------- | --------------- |
|           | (0–0) Jegyzőkönyv | Nagaszato 90+1' |

| Shanghai Hongkou Football Stadium, Sanghaj Nézőszám: 27 730 Játékvezető: Dagmar Damková |

| 2007. szeptember 14. 20:00 |

| Németország | 0–0         | Anglia |
| ----------- | ----------- | ------ |
|             | Jegyzőkönyv |        |

| Shanghai Hongkou Football Stadium, Sanghaj Nézőszám: 27 730 Játékvezető: Jenny Palmqvist |

| 2007. szeptember 17. 20:00 |

| Argentína    | 1–6               | Anglia                                                                                         |
| ------------ | ----------------- | ---------------------------------------------------------------------------------------------- |
| González 60' | (0–2) Jegyzőkönyv | González 9' (öngól) J. Scott 10' Williams 50' (11-esből) K. Smith 64' 77' Exley 90' (11-esből) |

| Chengdu Sports Center Nézőszám: 30 730 Játékvezető: Dianne Ferreira-James |

| 2007. szeptember 17. 20:00 |

| Japán | 0–2               | Németország                     |
| ----- | ----------------- | ------------------------------- |
|       | (0–1) Jegyzőkönyv | Prinz 21' Lingor 87' (11-esből) |

| Zhejiang Dragon Stadium, Hangcsou Nézőszám: 39 817 Játékvezető: Adriana Correa |

### B csoport
| Csapat           | M | Gy | D | V | Rg | Kg | Gk | P |
| ---------------- | - | -- | - | - | -- | -- | -- | - |
| Egyesült Államok | 3 | 2  | 1 | 0 | 5  | 2  | +3 | 7 |
| Észak-Korea      | 3 | 1  | 1 | 1 | 5  | 4  | +1 | 4 |
| Svédország       | 3 | 1  | 1 | 1 | 3  | 4  | −1 | 4 |
| Nigéria          | 3 | 0  | 1 | 2 | 1  | 4  | −3 | 1 |

Minden időpont helyi idő szerinti (UTC+8)
| 2007. szeptember 11. 17:00 |

| Egyesült Államok         | 2–2               | Észak-Korea                     |
| ------------------------ | ----------------- | ------------------------------- |
| Wambach 50' O'Reilly 69' | (0–0) Jegyzőkönyv | Kil Son-Hui 58' Kim Yong-Ae 60' |

| Chengdu Sports Center, Csengtu Nézőszám: 35 100 Játékvezető: Nicole Petignat |

| 2007. szeptember 11. 20:00 |

| Svédország   | 1–1               | Nigéria  |
| ------------ | ----------------- | -------- |
| Svensson 50' | (0–0) Jegyzőkönyv | Uwak 82' |

| Chengdu Sports Center, Csengtu Nézőszám: 21 740 Játékvezető: Niu Huj-csün |

| 2007. szeptember 14. 17:00 |

| Egyesült Államok           | 2–0               | Svédország |
| -------------------------- | ----------------- | ---------- |
| Wambach 34' (11-esből) 58' | (1–0) Jegyzőkönyv |            |

| Chengdu Sports Center, Csengtu Nézőszám: 35 600 Játékvezető: Gaál Gyöngyi |

| 2007. szeptember 14. 20:00 |

| Észak-Korea                      | 2–0               | Nigéria |
| -------------------------------- | ----------------- | ------- |
| Kim Kyong-Hwa 17' Ri Kum-Suk 21' | (2–0) Jegyzőkönyv |         |

| Chengdu Sports Center, Csengtu Nézőszám: 35 600 Játékvezető: Tammy Ogston |

| 2007. szeptember 18. 20:00 |

| Észak-Korea   | 1–2               | Svédország     |
| ------------- | ----------------- | -------------- |
| Ri Un Suk 22' | (1–1) Jegyzőkönyv | Schelin 4' 54' |

| Tiencsini Olimpiai Stadion Nézőszám: 33 196 Játékvezető: Christine Baitinger |

| 2007. szeptember 18. 20:00 |

| Nigéria | 0–1               | Egyesült Államok |
| ------- | ----------------- | ---------------- |
|         | (0–1) Jegyzőkönyv | Chalupny 1'      |

| Hongkou Stadium Nézőszám: 6 100 Játékvezető: Mayumi Oiwa |

### C csoport
| Csapat     | M | Gy | D | V | Rg | Kg | Gk  | P |
| ---------- | - | -- | - | - | -- | -- | --- | - |
| Norvégia   | 3 | 2  | 1 | 0 | 10 | 4  | +6  | 7 |
| Ausztrália | 3 | 1  | 2 | 0 | 7  | 4  | +3  | 5 |
| Kanada     | 3 | 1  | 1 | 1 | 7  | 4  | +3  | 4 |
| Ghána      | 3 | 0  | 0 | 3 | 3  | 15 | −12 | 0 |

Minden időpont helyi idő szerinti (UTC+8)
| 2007. szeptember 12. 17:00 |

| Ausztrália                              | 4–1               | Ghána       |
| --------------------------------------- | ----------------- | ----------- |
| Walsh 15' De Vanna 57' 81' Garriock 69' | (1–0) Jegyzőkönyv | Amankwa 70' |

| Yellow Dragon Stadium, Hangcsou Nézőszám: 25 952 Játékvezető: Adriana Correa |

| 2007. szeptember 12. 20:00 |

| Norvégia                         | 2–1               | Kanada      |
| -------------------------------- | ----------------- | ----------- |
| R. Gulbrandsen 52' Horpestad 81' | (0–1) Jegyzőkönyv | Chapman 33' |

| Yellow Dragon Stadium, Hangcsou Nézőszám: 30 752 Játékvezető: Christine Baitinger |

| 2007. szeptember 15. 17:00 |

| Kanada                                  | 4–0               | Ghána |
| --------------------------------------- | ----------------- | ----- |
| Sinclair 16' 62' Schmidt 55' Franko 77' | (1–0) Jegyzőkönyv |       |

| Yellow Dragon Stadium, Hangcsou Nézőszám: 33 835 Játékvezető: Nicole Petignat |

| 2007. szeptember 15. 20:00 |

| Norvégia          | 1–1               | Ausztrália   |
| ----------------- | ----------------- | ------------ |
| R. Gulbrandsen 5' | (1–0) Jegyzőkönyv | De Vanna 83' |

| Yellow Dragon Stadium, Hangcsou Nézőszám: 33 835 Játékvezető: Niu Huj-csün |

| 2007. szeptember 20. 17:00 |

| Norvégia                                                                                      | 7–2               | Ghána                         |
| --------------------------------------------------------------------------------------------- | ----------------- | ----------------------------- |
| Storløkken 4' R. Gulbrandsen 39' 59' 62' Horpestad 45' (11-esből) Herlovsen 56' Klaveness 69' | (3–0) Jegyzőkönyv | Bayor 73' Okoe 80' (11-esből) |

| Yellow Dragon Stadium, Hangcsou Nézőszám: 43 817 Játékvezető: Jennifer Bennett |

| 2007. szeptember 20. 17:00 |

| Ausztrália                   | 2–2               | Kanada                   |
| ---------------------------- | ----------------- | ------------------------ |
| McCallum 53' Salisbury 90+2' | (0–1) Jegyzőkönyv | Tancredi 1' Sinclair 85' |

| Chengdu Sports Center, Csengtu Nézőszám: 29 300 Játékvezető: Gaál Gyöngyi |

### D csoport
| Csapat    | M | Gy | D | V | Rg | Kg | Gk  | P |
| --------- | - | -- | - | - | -- | -- | --- | - |
| Brazília  | 3 | 3  | 0 | 0 | 10 | 0  | +10 | 9 |
| Kína      | 3 | 2  | 0 | 1 | 5  | 6  | −1  | 6 |
| Dánia     | 3 | 1  | 0 | 2 | 4  | 4  | 0   | 3 |
| Új-Zéland | 3 | 0  | 0 | 3 | 0  | 9  | −9  | 0 |

Minden időpont helyi idő szerinti (UTC+8)
| 2007. szeptember 12. 17:00 |

| Brazília                                                   | 5–0               | Új-Zéland |
| ---------------------------------------------------------- | ----------------- | --------- |
| Daniela 10' Cristiane 54' Marta 74' 90+3' Renata Costa 86' | (1–0) Jegyzőkönyv |           |

| Wuhan Stadium Nézőszám: 33 500 Játékvezető: Pannipan Kamnüng |

| 2007. szeptember 12. 20:00 |

| Kína                                  | 3–2               | Dánia                  |
| ------------------------------------- | ----------------- | ---------------------- |
| Li Jie 31' Bi Yan 50' Song Xiaoli 88' | (1–0) Jegyzőkönyv | Nielsen 51' Paaske 87' |

| Wuhan Stadium Nézőszám: 50 800 Játékvezető: Dianne Ferreira-James |

| 2007. szeptember 15. 17:00 |

| Dánia                   | 2–0               | Új-Zéland |
| ----------------------- | ----------------- | --------- |
| Pedersen 61' Paaske 66' | (0–0) Jegyzőkönyv |           |

| Wuhan Stadium Nézőszám: 54 000 Játékvezető: Mayumi Oiwa |

| 2007. szeptember 15. 20:00 |

| Kína | 0–4               | Brazília                        |
| ---- | ----------------- | ------------------------------- |
|      | (0–1) Jegyzőkönyv | Marta 42' 70' Cristiane 47' 48' |

| Wuhan Stadium Nézőszám: 54 000 Játékvezető: Jennifer Bennett |

| 2007. szeptember 20. 20:00 |

| Kína                      | 2–0               | Új-Zéland |
| ------------------------- | ----------------- | --------- |
| Li Jie 57' Xie Caixia 79' | (0–0) Jegyzőkönyv |           |

| Tiencsini Olimpiai Stadion Nézőszám: 56 208 Játékvezető: Dagmar Damková |

| 2007. szeptember 20. 20:00 |

| Brazília       | 1–0               | Dánia |
| -------------- | ----------------- | ----- |
| Pretinha 90+1' | (0–0) Jegyzőkönyv |       |

| Yellow Dragon Stadium, Hangcsou Nézőszám: 43 817 Játékvezető: Kari Seitz |

## Egyenes kieséses szakasz
|  |                           |                  |                           |                           |   |                  |                          |                          |                          |                          |               |       |       |
|  | Negyeddöntők              | Negyeddöntők     | Negyeddöntők              |                           |   | Elődöntők        | Elődöntők                | Elődöntők                |                          |                          | Döntő         | Döntő | Döntő |
|  | Negyeddöntők              | Negyeddöntők     | Negyeddöntők              |                           |   | Elődöntők        | Elődöntők                | Elődöntők                |                          |                          | Döntő         | Döntő | Döntő |
|  | szeptember 22. – Vuhan    |                  |                           |                           |   |                  |                          |                          |                          |                          |               |       |       |
|  |                           |                  |                           |                           |   |                  |                          |                          |                          |                          |               |       |       |
|  | A1                        | Németország      | 3                         |                           |   |                  |                          |                          |                          |                          |               |       |       |
|  | A1                        | Németország      | 3                         | szeptember 26. – Tiencsin |   |                  |                          |                          |                          |                          |               |       |       |
|  | B2                        | Észak-Korea      | 0                         |                           |   |                  |                          |                          |                          |                          |               |       |       |
|  | B2                        | Észak-Korea      | 0                         |                           |   | Németország      | Németország              | 3                        |                          |                          |               |       |       |
|  | szeptember 23. – Vuhan    |                  |                           |                           |   | Németország      | Németország              | 3                        |                          |                          |               |       |       |
|  |                           |                  | Norvégia                  | Norvégia                  | 0 |                  |                          |                          |                          |                          |               |       |       |
|  | C1                        | Norvégia         | Norvégia                  | Norvégia                  | 0 | 1                |                          |                          |                          |                          |               |       |       |
|  | C1                        | Norvégia         |                           |                           |   | 1                | szeptember 30. – Sanghaj |                          |                          |                          |               |       |       |
|  | D2                        | Kína             | 0                         |                           |   |                  |                          |                          |                          |                          |               |       |       |
|  | D2                        | Kína             | 0                         |                           |   | Németország      | Németország              | 2                        |                          |                          |               |       |       |
|  | szeptember 22. – Tiencsin |                  |                           |                           |   | Németország      | Németország              | 2                        |                          |                          |               |       |       |
|  |                           |                  | Brazília                  | Brazília                  | 0 |                  |                          |                          |                          |                          |               |       |       |
|  | B1                        | Egyesült Államok | Brazília                  | Brazília                  | 0 | 3                |                          |                          |                          |                          |               |       |       |
|  | B1                        | Egyesült Államok | szeptember 27. – Hangcsou |                           |   | 3                |                          |                          |                          |                          |               |       |       |
|  | A2                        | Anglia           | 0                         |                           |   |                  |                          |                          |                          |                          |               |       |       |
|  | A2                        | Anglia           | 0                         |                           |   | Egyesült Államok | Egyesült Államok         | 0                        | Bronzmérkőzés            | Bronzmérkőzés            | Bronzmérkőzés |       |       |
|  | szeptember 23. – Tiencsin |                  |                           |                           |   | Egyesült Államok | Egyesült Államok         | 0                        | Bronzmérkőzés            | Bronzmérkőzés            | Bronzmérkőzés |       |       |
|  |                           |                  | Brazília                  | Brazília                  | 4 |                  |                          | szeptember 30. – Sanghaj | szeptember 30. – Sanghaj | szeptember 30. – Sanghaj |               |       |       |
|  | D1                        | Brazília         | Brazília                  | Brazília                  | 4 | 3                |                          | szeptember 30. – Sanghaj | szeptember 30. – Sanghaj | szeptember 30. – Sanghaj |               |       |       |
|  | D1                        | Brazília         |                           |                           |   |                  |                          | Norvégia                 | Norvégia                 | 1                        |               |       |       |
|  | C2                        | Ausztrália       | 2                         |                           |   |                  |                          | Norvégia                 | Norvégia                 | 1                        |               |       |       |
|  | C2                        | Ausztrália       | 2                         |                           |   | Egyesült Államok | Egyesült Államok         | 4                        |                          |                          |               |       |       |
|  |                           |                  |                           |                           |   | Egyesült Államok | Egyesült Államok         | 4                        |                          |                          |               |       |       |

### Negyeddöntők
| 2007. szeptember 22. 17:00 |

| Németország                         | 3–0               | Észak-Korea |
| ----------------------------------- | ----------------- | ----------- |
| Garefrekes 44' Lingor 67' Krahn 72' | (1–0) Jegyzőkönyv |             |

| Wuhan Sports Center Stadium Nézőszám: 37 200 Játékvezető: Tammy Ogston |

| 2007. szeptember 22. 20:00 |

| Egyesült Államok               | 3–0               | Anglia |
| ------------------------------ | ----------------- | ------ |
| Wambach 48' Boxx 57' Lilly 60' | (0–0) Jegyzőkönyv |        |

| Tiencsini Olimpiai Stadion Nézőszám: 29 586 Játékvezető: Jenny Palmqvist |

| 2007. szeptember 23. 17:00 |

| Norvégia      | 1–0               | Kína |
| ------------- | ----------------- | ---- |
| Herlovsen 32' | (1–0) Jegyzőkönyv |      |

| Wuhan Sports Center Stadium Nézőszám: 52 000 Játékvezető: Gaál Gyöngyi |

| 2007. szeptember 23. 20:00 |

| Brazília                                      | 3–2               | Ausztrália                 |
| --------------------------------------------- | ----------------- | -------------------------- |
| Formiga 4' Marta 23' (11-esből) Cristiane 75' | (2–1) Jegyzőkönyv | De Vanna 36' Colthorpe 68' |

| Wuhan Sports Center Stadium Nézőszám: 35 061 Játékvezető: Christine Baitinger |

### Elődöntők
(Minden időpont UTC+8)
| 2007. szeptember 26. 20:00 |

| Németország                                  | 3–0               | Norvégia |
| -------------------------------------------- | ----------------- | -------- |
| Rønning 42' (öngól) Stegemann 72' Müller 75' | (1–0) Jegyzőkönyv |          |

| Tiencsini Olimpiai Stadion Nézőszám: 53 819 Játékvezető: Dagmar Damková |

| 2007. szeptember 27. 20:00 |

| Egyesült Államok | 0–4               | Brazília                                        |
| ---------------- | ----------------- | ----------------------------------------------- |
|                  | (0–2) Jegyzőkönyv | Osborne 20' (öngól) Marta 27' 79' Cristiane 56' |

| Zhejiang Dragon Stadium, Hangcsou Nézőszám: 47 818 Játékvezető: Nicole Petignat |

### 3. helyért
| 2007. szeptember 30. 17:00 |

| Norvégia           | 1–4               | Egyesült Államok                          |
| ------------------ | ----------------- | ----------------------------------------- |
| R. Gulbrandsen 63' | (0–1) Jegyzőkönyv | Wambach 30' 46' Chalupny 58' O'Reilly 59' |

| Shanghai Hongkou Football Stadium Nézőszám: 32 068 Játékvezető: Gaál Gyöngyi |

### Döntő
| 2007. szeptember 30. 20:00 |

| Németország           | 2–0               | Brazília |
| --------------------- | ----------------- | -------- |
| Prinz 52' Laudehr 86' | (0–0) Jegyzőkönyv |          |

| Shanghai Hongkou Football Stadium Nézőszám: 31 000 Játékvezető: Tammy Ogston |

## Díjak
| A 2007-es női labdarúgó-világbajnokság győztese |
| Németország 2. cím                              |

| Aranycipő nyertes: | Aranylabda nyertes: | FIFA Fair Play Díj: |
| ------------------ | ------------------- | ------------------- |
| Marta              | Marta               | Norvégia            |

## Gólszerzők
| 7 gólos: - Marta 6 gólos: - Ragnhild Gulbrandsen - Abby Wambach 5 gólos: - Birgit Prinz - Cristiane 4 gólos: - Lisa De Vanna - Kelly Smith - Renate Lingor 3 gólos: - Christine Sinclair - Sandra Smisek 2 gólos: - Li Jie - Cathrine Paaske Sørensen - Melanie Behringer - Kerstin Garefrekes - Mijama Aja - Isabell Herlovsen - Ane Stangeland Horpestad - Lotta Schelin - Lori Chalupny - Heather O'Reilly |  | 1 gólos: - Eva González - Heather Garriock - Collette McCallum - Cheryl Salisbury - Sarah Walsh - Lauren Colthorpe - Formiga - Daniela - Pretinha - Renata Costa - Candace-Marie Chapman - Martina Franko - Sophie Schmidt - Melissa Tancredi - Bi Yan - Song Xiaoli - Xie Caixia - Anne Dot Eggers Nielsen - Katrine Pedersen - Vicky Exley - Jill Scott - Fara Williams - Annike Krahn - Simone Laudehr |  | 1 gólos (folytatás): - Martina Müller - Kerstin Stegemann - Anita Amankwa - Adjoa Bayor - Florence Okoe - Nagaszato Júki - Cynthia Uwak - Kil Son Hui - Kim Yong Ae - Kim Kyong Hwa - Ri Kum Suk - Ri Un Suk - Lise Klaveness - Lene Storløkken - Victoria Svensson - Shannon Boxx - Kristine Lilly Öngól - Eva González (Angliának) - Trine Rønning (Németországnak) - Leslie Osborne (Brazíliának) |